# Моисей Белозерский
Моисе́й Белозе́рский — русский православный святой, преподобный, постриженик и инок Кирилло-Белозерского монастыря.
Получил постриг после Кирилла Белозерского и прежде Кирилла Новоезерского. Отличался даром прозорливости.
Был подвижником Троицкого Усть-Шехонского монастыря (ныне Белозерский район).
Преставился около 1492 года.
Предположительно похоронен в Усть-Шехонской обители (Шекснинское водохранилище, недалеко от истока реки Шексны).
Упоминается в книге «Полный христианский месяцеслов» под датой 23 февраля.
Череповецкой епархиальной Богослужебной комиссией были составлены тропарь и кондак преподобному. http://kanonizacia.cerkov.ru/prepodobnyj-moisej-beloezerskij/